# 白眉隐蜂鸟
白眉隐蜂鸟（学名：Phaethornis stuarti），是雨燕目蜂鸟科的一种鸟类。
白眉隐蜂鸟体重约2.9克，翼长约36毫米，嘴峰长约26.3毫米，喙宽度约2.6毫米，喙厚度约1.8毫米，跗蹠长约3.8毫米，尾长约33.2毫米。白眉隐蜂鸟在其分布区内为留鸟，其栖息在密集的高大树木组成的森林中，食性为草食性，主要食物来源是植物的花蜜。
白眉隐蜂鸟分布于秘鲁东南部至玻利维亚中部。该物种是单型物种，没有亚种分化。